# Font de Sant Eudald
La Font de Sant Eudald és una obra de Ripoll (Ripollès) protegida com a Bé Cultural d'Interès Local.

## Descripció
La Font de Sant Eudald està situada al nord-est del nucli de Ripoll, al carrer del Raval de Sant Pere.
Es tracta d'una font pública construïda dins d'una arcada, amb bancs de pedra a banda i banda. S'observen uns graons per accedir a la font i les parets interiors estan arrebossades i pintades.